# Orval (cerveza)
Orval (en francés: Brasserie d'Orval) es una cervecería trapista belga situada en los muros de la Abbaye Notre-Dame d'Orval en la región Gaume de Bélgica.
La cervecería produce dos cervezas, ambas con el sello de autenticidad trapista llamadas Orval y Petite Orval.

## Historia
Existen pruebas de la existencia de actividades de elaboración de cerveza desde la creación del monasterio. Hay un documento fechado de 1628 escrito por el abad en el que hace referencia al consumo de cerveza y vino por los monjes. El último de los maestros cerveceros en ser monje fue el hermano Pierre, hasta el incendio de 1793.
En 1931 se construyó la fábrica actual, dando empleo a los lugareños con la intención de servir de fuente ingresos para la reconstrucción del monasterio. Su diseño corrió a cargo de Henry Vaes, autor también del característico cálice o copa Orval. La primera cerveza salió de la cervecería el 7 de mayo de 1932 en forma de barriles en vez de las botellas actuales. Orval fue la primera cerveza trapista que se vendió a nivel nacional en Bélgica.
Al igual que otras cervecerías trapistas, los beneficios obtenidos con la venta de cerveza se destinan a sostener la actividad monástica así como diversas obras benéficas para el desarrollo de la región.

## Cervezas

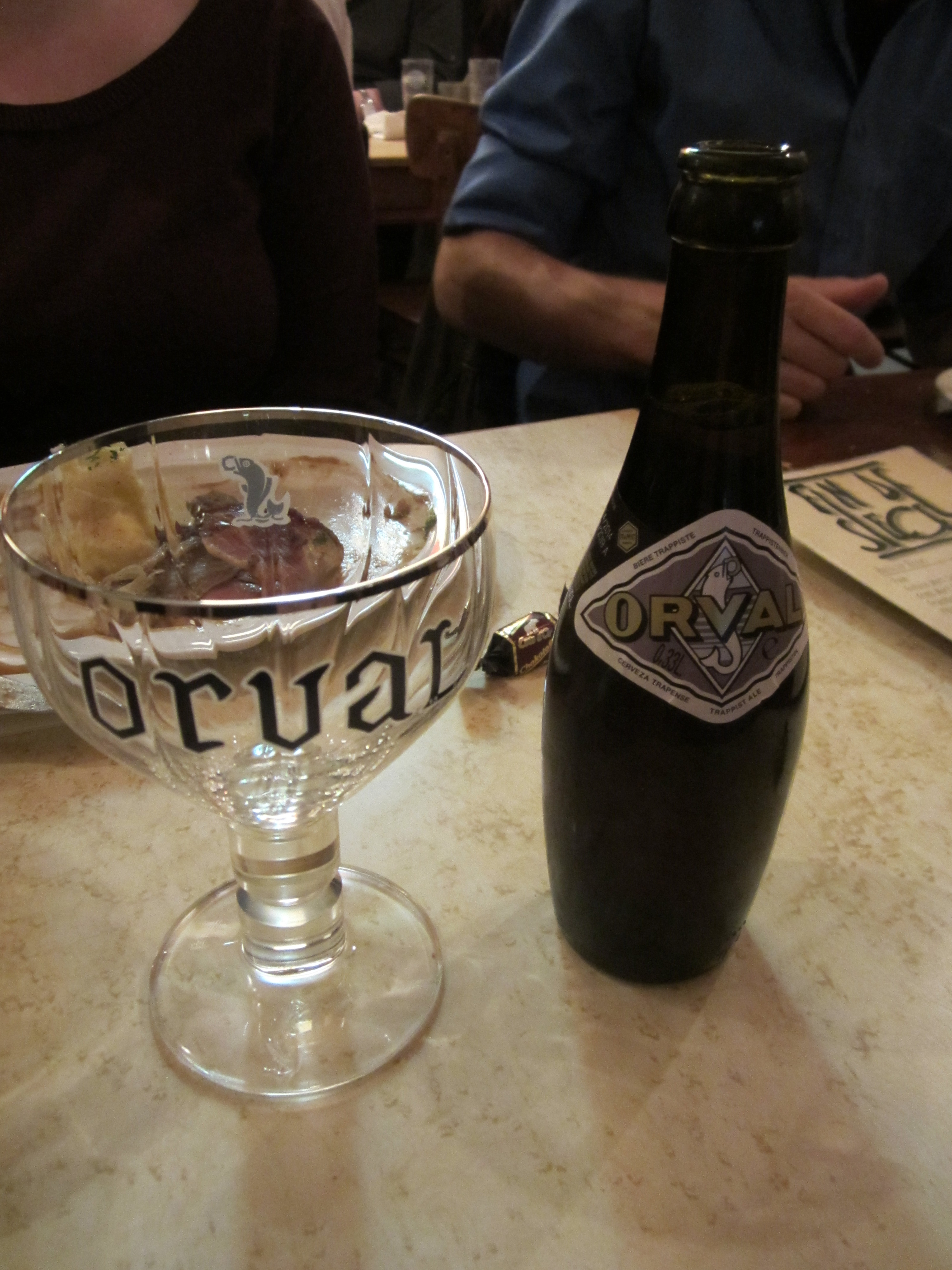
Botella de Orval con su copa característica.

Orval es una cerveza tipo ale y es la que principalmente se elabora, aunque no es la única. Con 6.2% alc. vol., se elaboró por primera vez en 1931 y se distingue del resto de cervezas trapistas por su complejo e inusual sabor y aroma producido por una cepa de levadura única: Brettanomyces lambicus. La cerveza es de color claro, algo turbia y su espuma es abundante y jabonosa. El aroma es complejo y recuerda al cuero, especias y otros componentes terrosos.
El reputado crítico Michael Jackson consideraba a la Orval como un «fantástico aperitivo» y un «clásico internacional». Su sabor único se obtiene principalmente en dos partes del proceso de elaboración. Una es el uso de la técnica conocida como dry hopping, en la que grandes bolsas de lúpulos son introducidas durante la segunda fermentación a lo largo de tres semanas. Otra es el empleo de la cepa de levadura Brettanomyces durante esta maduración. Se usan lúpulos de la variedad Hallertau, Styrian Goldings y Strisselspalt, este último de origen francés.
La cerveza Orval se embotella exclusivamente en una botella de tercio que llama la atención por su forma contorneada. Se le añade azúcar candi disuelto y levadura fresca para conseguir una tercera fermentación que tiene lugar dentro de la botella, similar al methode champagnoise usado para hacer champán. La planta de embotellado tiene una capacidad de 24 000 botellas por hora. La cerveza madura a 15 °C durante un mínimo de cuatro semanas antes de ser distribuida. La cerveza que se vende en la abadía o en el café local madura como mínimo seis meses. Se recomienda su guarda, ya que el sabor evoluciona, siendo el punto óptimo de 5 a 10 años.
Petite Orval es una cerveza de 3.5% de vol. alc., de consumo exclusivo de los monjes (Patersbier). Generalmente no suele estar a la venta, pero puede encontrarse a veces en el propio monasterio o en el café cercano al mismo.

## Cervecería
La cervecería se encuentra cerrada al público excepto por dos días al año. A día de hoy trabajan 32 empleados no monásticos.

## Etiqueta

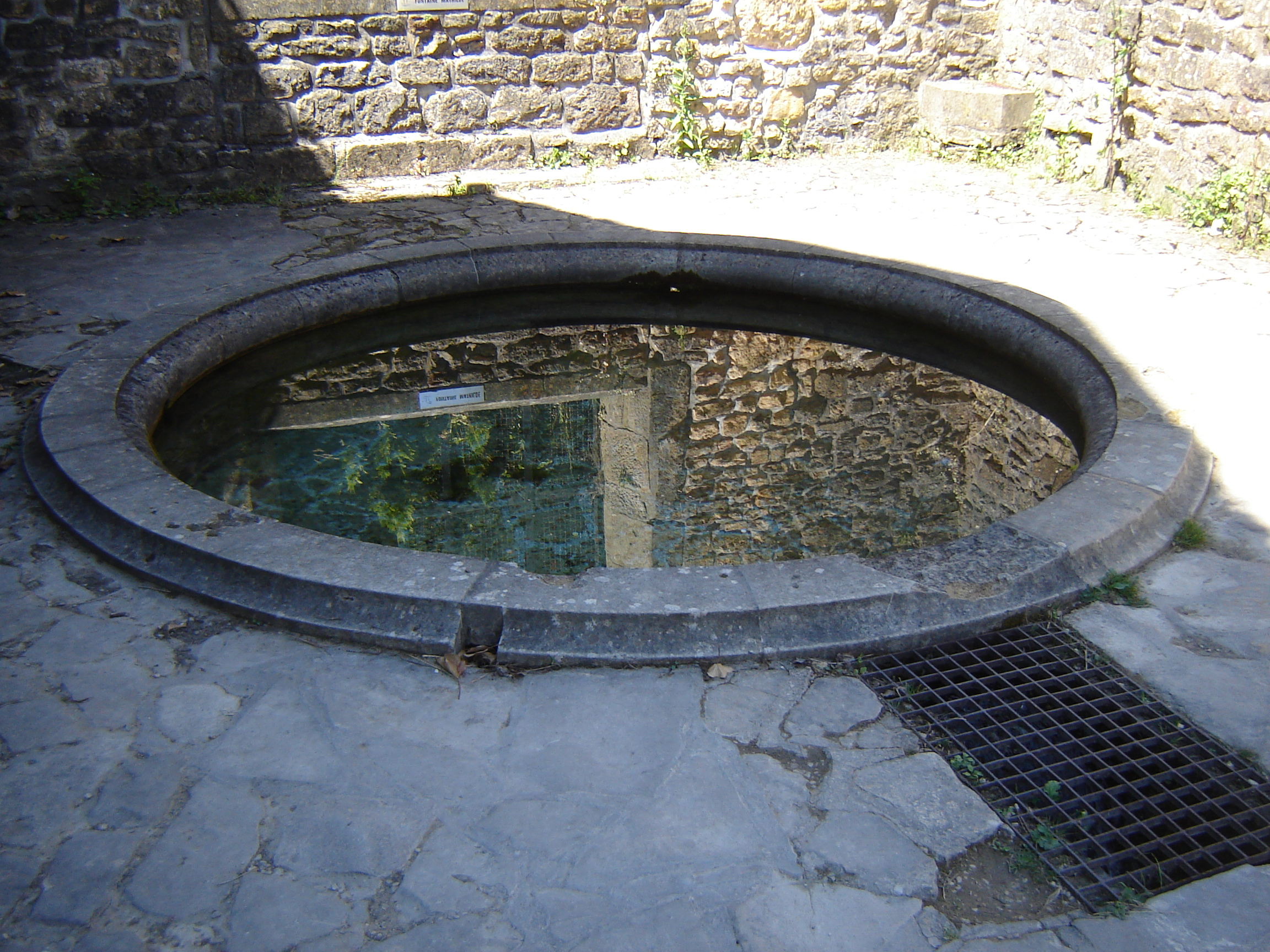
La fuente de Matilde en las ruinas de la antigua abadía.

La etiqueta de la cerveza muestra una trucha con un anillo de oro en la boca, y rinde homenaje a la leyenda en la que se inspira la fundación de la Abadía de Orval. La condesa Matilde de Toscana, viuda del duque de la Baja Lorena, había dejado caer accidentalmente su anillo de compromiso en el río del valle. Rezó a Dios y no pasó mucho tiempo hasta que una trucha salió del agua con su anillo en la boca. Matilde exclamó: "¡Este es realmente un valle de oro!" ("Val d'Or" significa "valle de oro" y de ahí derivó en Orval) y decidió como agradecimiento fundar un monasterio en este lugar bendito.